# 四国三十三観音霊場
四国三十三観音霊場（しこくさんじゅうさんかんのんれいじょう）とは、四国地方各県にある観世音菩薩を祀る寺院で構成された霊場である。

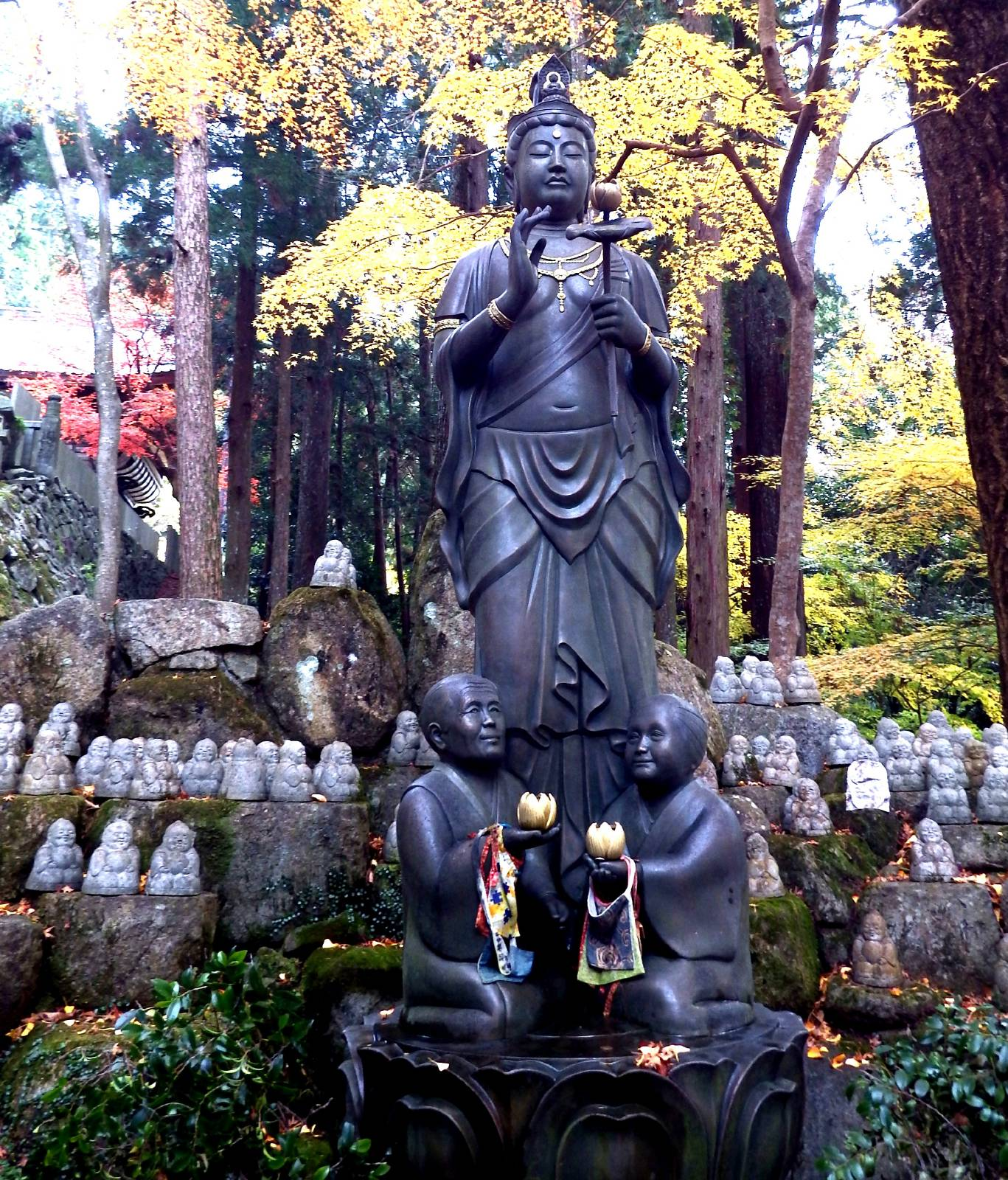
箸蔵寺の観音像

## 歴史
平成2年（1990年）、四国地方の宗派を超えた33箇寺が、現代社会における高齢者の心の問題を観世音菩薩の功徳によって取り除かれることを願って設立し、別名「ぼけ封じ三十三観音霊場」として発足した。
平成11年（1999年）、三十三の観音の応化身を各札所に勧請し、心の安らぎを与える霊場として新たなる発展を目指す。
平成25年（2013年）、「中国三十三観音霊場」と「九州西国三十三箇所」と当霊場が結び付き、百八観音霊場として開創する。同年4月18日の中国観音霊場第1番西大寺において開創記念法要が催された。
なお、百八観音霊場の場合は、当霊場は40番から74番となり、儀光寺の「61番 ゆり観音」と延命寺の「68番 薬壽観音」が追加される。

## 霊場一覧

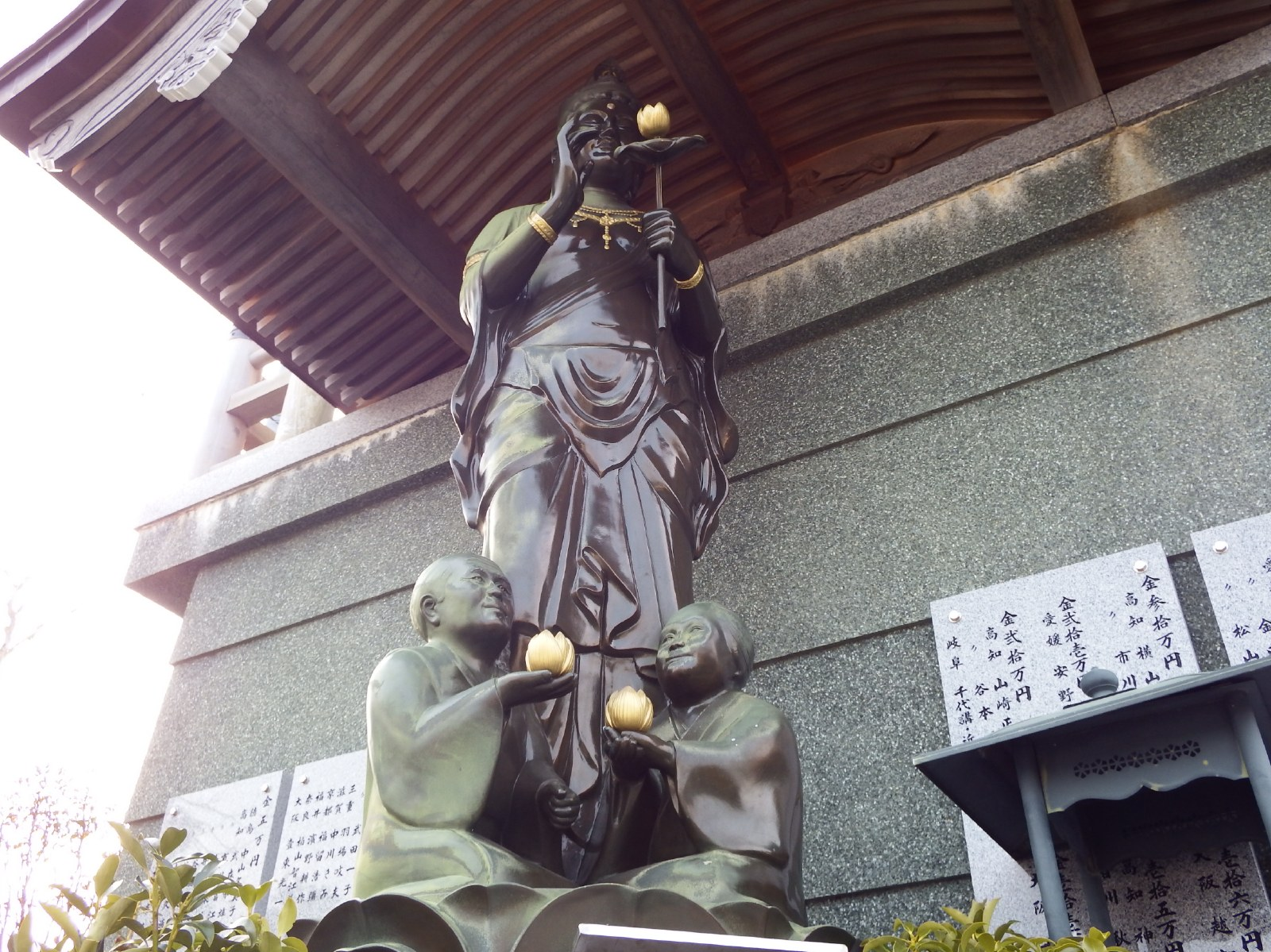
大善寺
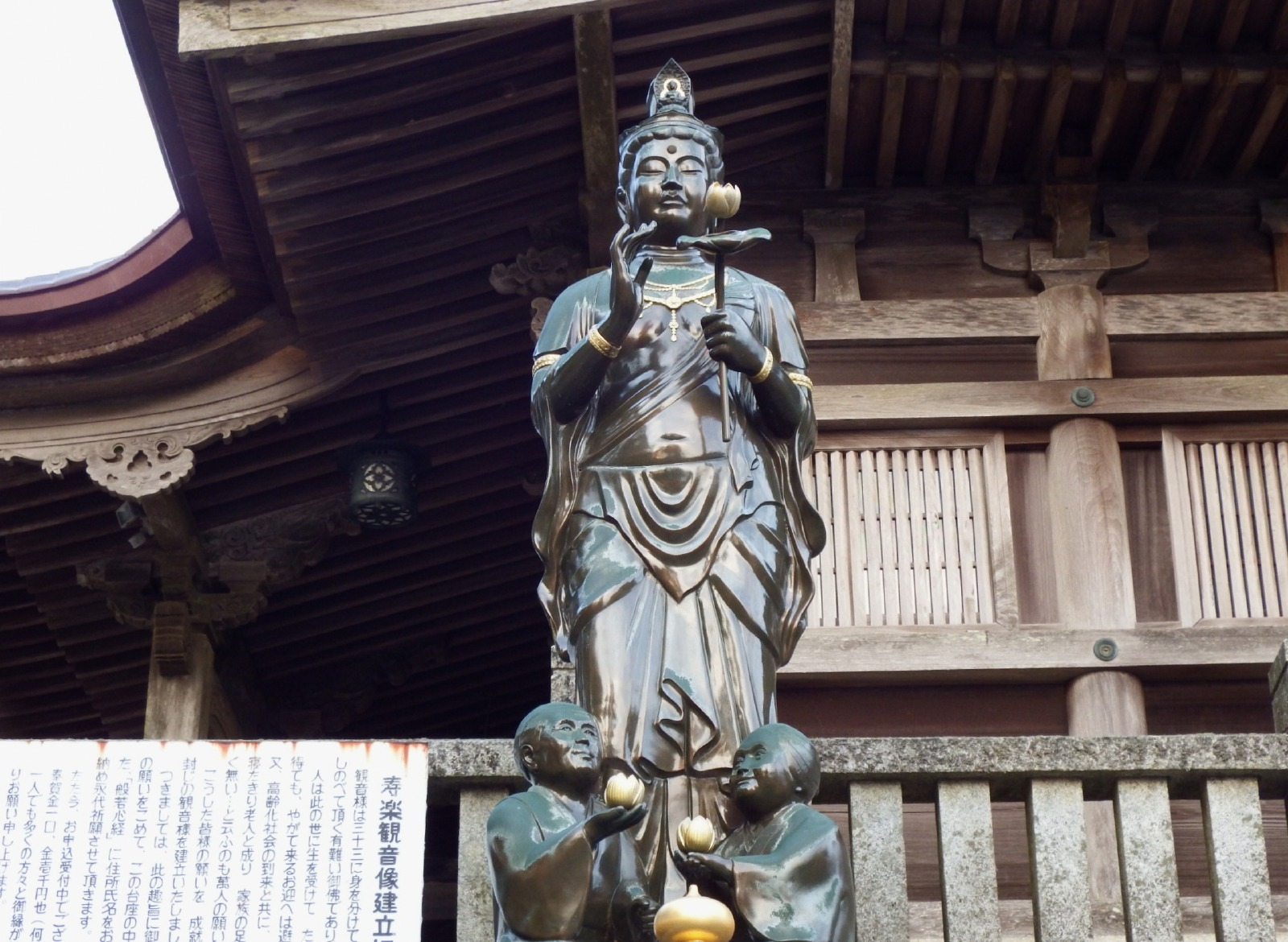
出石寺
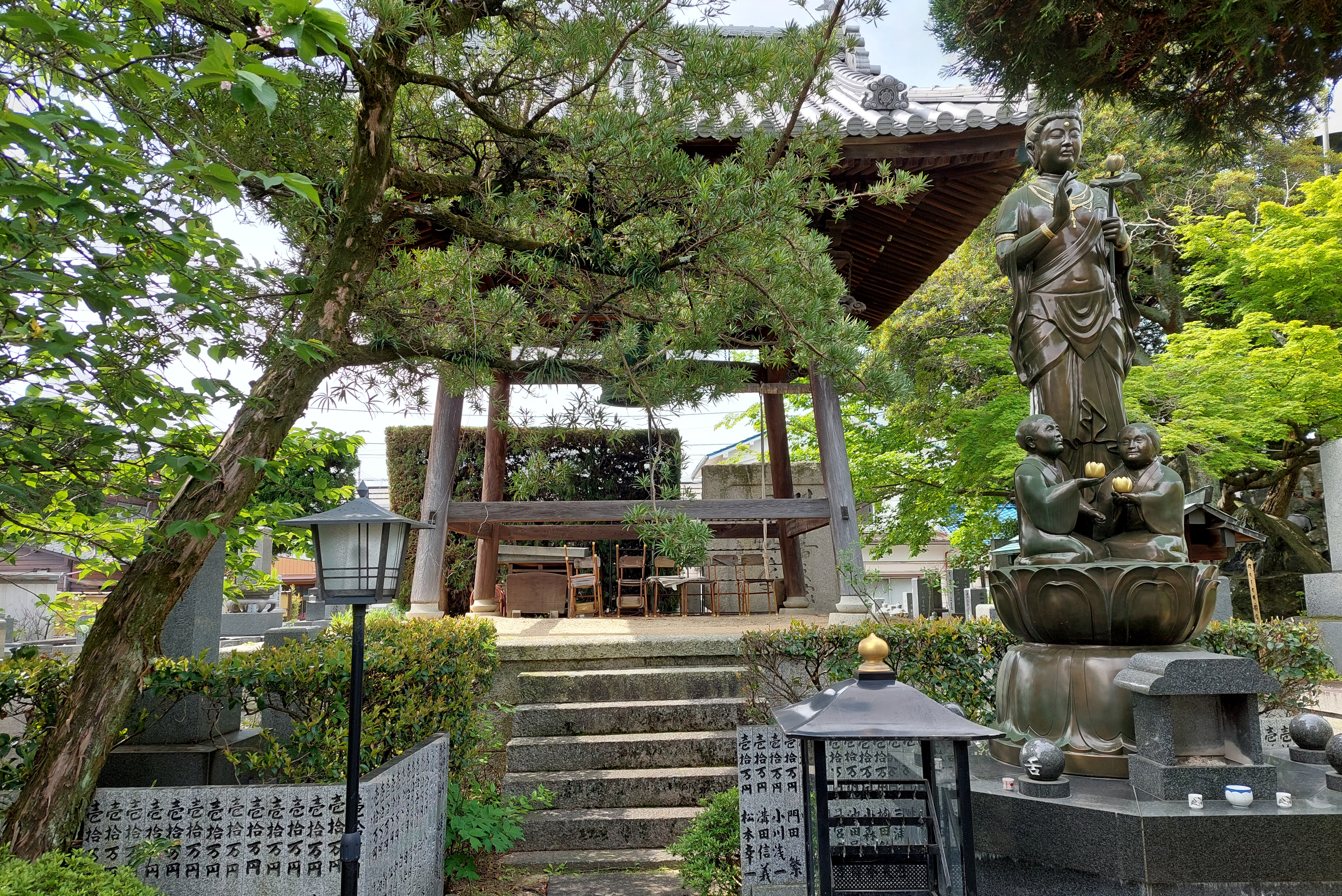
儀光寺
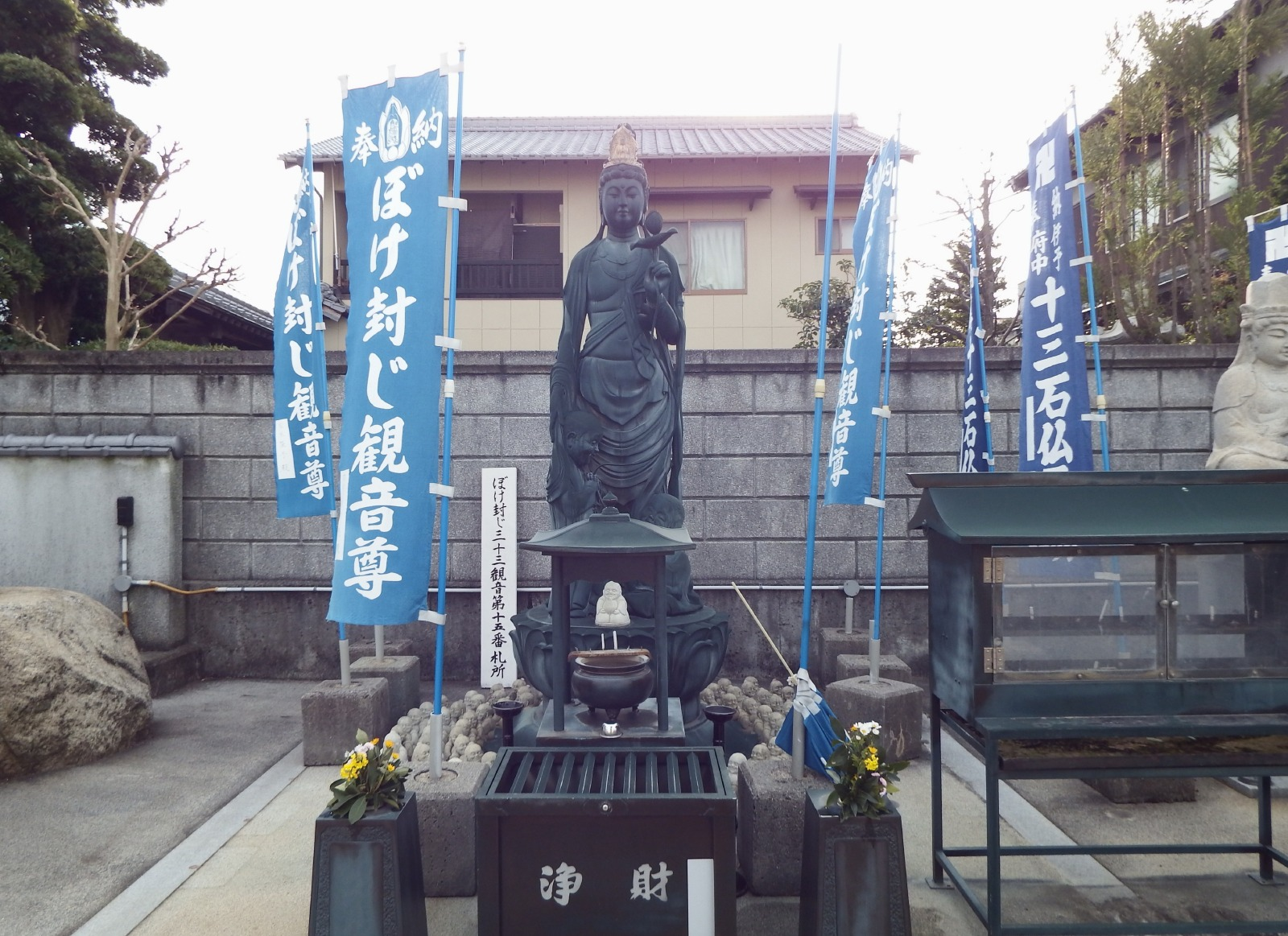
今治高野山別院
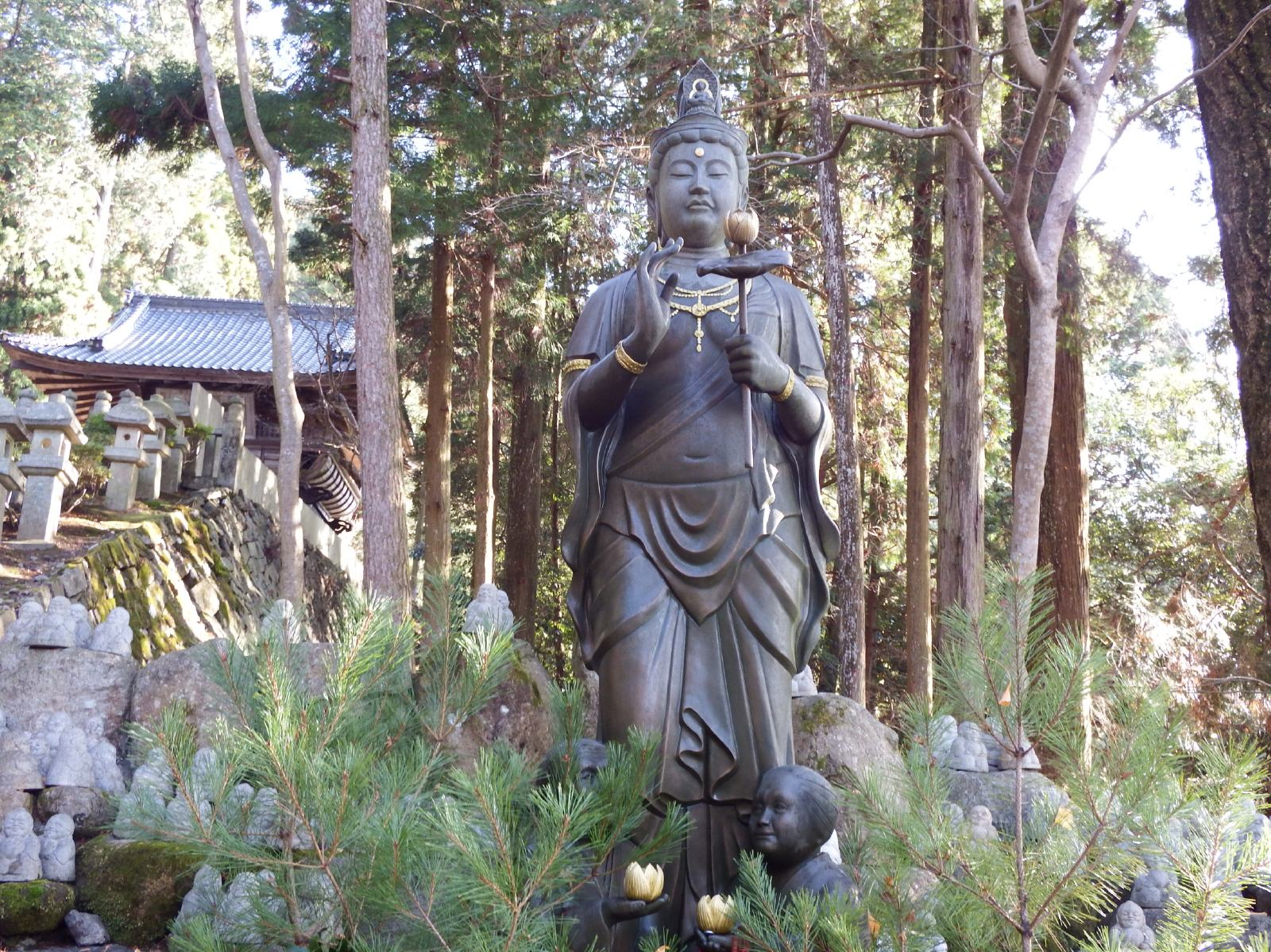
箸蔵寺
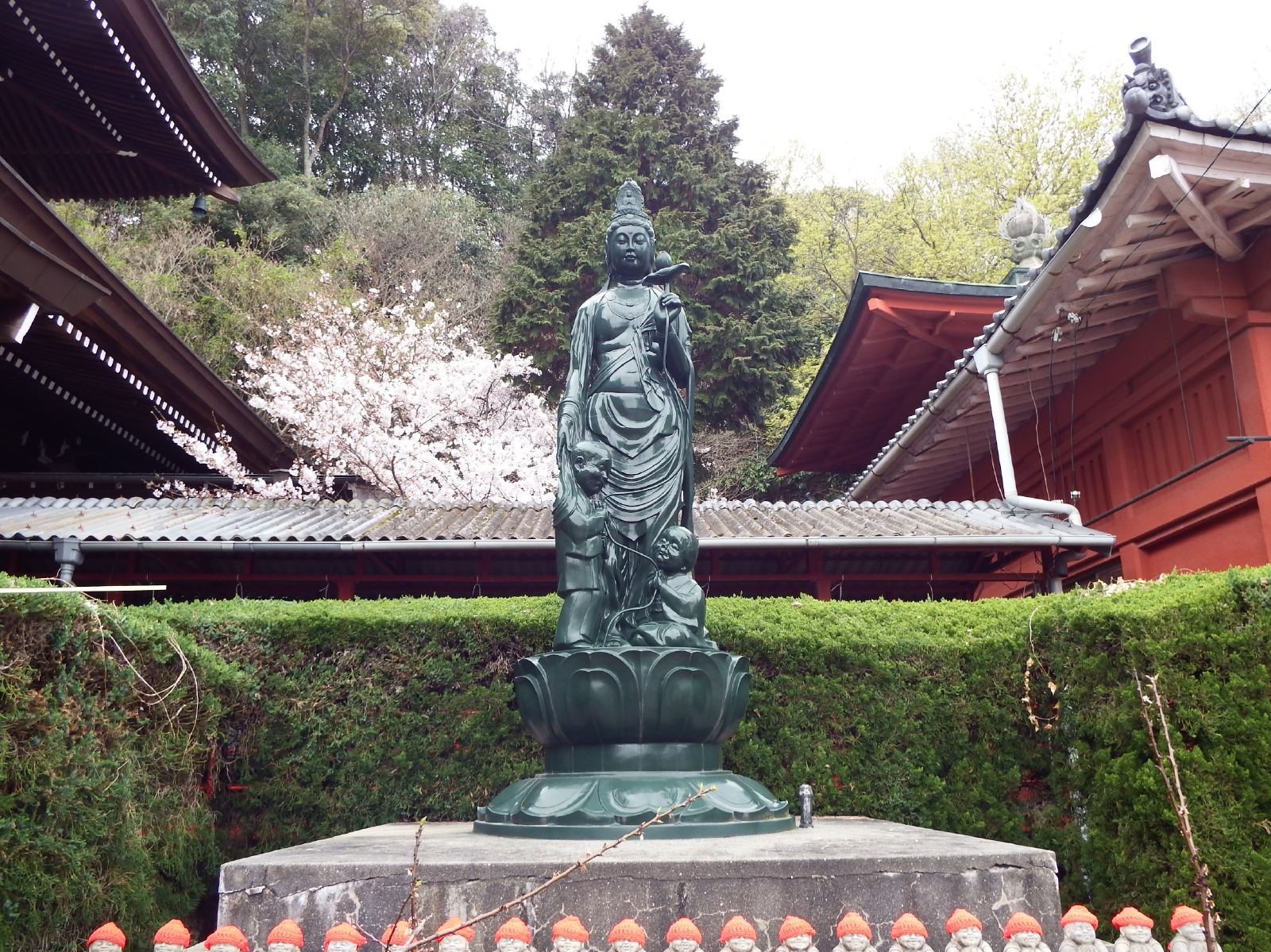
香西寺

| 番   | 山号     | 院号     | 寺号・堂号・（通称・別称）       | 宗派           | 札所本尊   | 所在地                             |
| ---- | -------- | -------- | -------------------------------- | -------------- | ---------- | ---------------------------------- |
| 1    | 瑞龍山   | 無尽蔵院 | 正興寺                           | 高野山真言宗   | 楊柳観音   | 徳島県鳴門市撫養町斎田字岩崎144    |
| 2    | 紫雲山   | 菩提院   | 西光寺                           | 高野山真言宗   | 竜頭観音   | 徳島県阿波市阿波町稲荷53           |
| 3    | 南前山   |          | 蓮光寺                           | 真言宗大覚寺派 | 持経観音   | 徳島県名西郡石井町石井字重松531-1  |
| 4    | 大粟山   |          | 神宮寺                           | 真言宗御室派   | 円光観音   | 徳島県名西郡神山町神領字西上角438  |
| 5    | 大粟山   | 花蔵院   | 大日寺（一の宮寺）               | 真言宗大覚寺派 | 遊戯観音   | 徳島県徳島市一宮町西丁263          |
| 6    | 宝池山   |          | 神応寺                           | 高野山真言宗   | 白衣観音   | 徳島県阿南市那賀川町八幡石川原49-2 |
| 7    | 金栗山   | 瑞雲院   | 隆禅寺                           | 高野山真言宗   | 蓮臥観音   | 徳島県阿南市宝田町久保田119-12     |
| 8    | 二見山   |          | 観音寺                           | 真言宗大覚寺派 | 滝見観音   | 徳島県海部郡美波町奥河字内本村78   |
| 9    | 高祷山   |          | 正覚寺                           | 高野山真言宗   | 施薬観音   | 高知県安芸郡奈半利町乙1718         |
| 10   | 岩室山   | 利仙院   | 高照寺                           | 高野山真言宗   | 魚籃観音   | 高知県香美市香北町朴ノ木102        |
| 11   | 遍照山   |          | 金剛寺                           | 高野山真言宗   | 徳王観音   | 高知県長岡郡本山町寺家759          |
| 12   | 吾岡山   | 延寿院   | 大徳寺                           | 高野山真言宗   | 水月観音   | 高知県南国市大埇乙2194             |
| 13   | 遍照山   |          | 高野寺                           | 高野山真言宗   | 一葉観音   | 高知県高知市本町2丁目3-18          |
| 14   | 高野山   | 明星院   | 大善寺（須崎高野山・二つ石大師） | 高野山真言宗   | 青頸観音   | 高知県須崎市西町1丁目2-1           |
| 15   | 金龍山   |          | 臨江寺                           | 臨済宗妙心寺派 | 威徳観音   | 愛媛県宇和島市津島町岩松830        |
| 16   | 東光山   |          | 永昌寺                           | 曹洞宗         | 延命観音   | 愛媛県北宇和郡松野町大字松丸1634   |
| 17   | 無量寿山 | 来迎院   | 法通寺                           | 真言宗御室派   | 衆宝観音   | 愛媛県西宇和郡伊方町中浦692        |
| 18   | 金山     |          | 出石寺（でいしさん）             | 真言宗御室派   | 岩戸観音   | 愛媛県大洲市豊茂乙1                |
| 19   | 宝珠山   |          | 円福寺                           | 真言宗豊山派   | 能静観音   | 愛媛県松山市窪野町10               |
| 20   | 日高山   |          | 大師寺                           | 華厳宗         | 阿耨観音   | 愛媛県松山市食場町73-5             |
| 21   | 真隆山   | 仏集院   | 儀光寺                           | 真言宗豊山派   | 阿摩提観音 | 愛媛県松山市古三津1丁目2-33        |
| 百八 |          |          | ゆり観音                         |                |            | 愛媛県松山市古三津1丁目2-33        |
| 22   | 高野山   |          | 今治別院                         | 高野山真言宗   | 葉衣観音   | 愛媛県今治市別宮町2丁目4-14        |
| 23   | 龍門山   |          | 無量寺                           | 真言宗醍醐派   | 瑠璃観音   | 愛媛県今治市朝倉上776-3            |
| 24   | 北海山   | 観音院   | 宝蓮寺                           | 真言宗御室派   | 多羅尊観音 | 愛媛県西条市朔日市543              |
| 25   | 日照山   |          | 西福寺                           | 高野山真言宗   | 蛤蜊観音   | 愛媛県四国中央市土居町上野954      |
| 26   | 三領山   | 吉祥院   | 宅善寺                           | 高野山真言宗   | 六時観音   | 愛媛県四国中央市川之江町1775       |
| 27   | 真如山   |          | 延命寺                           | 真言宗大覚寺派 | 普悲観音   | 香川県観音寺市柞田町山王丙1076     |
| 百八 |          |          | 薬壽観音                         |                |            | 香川県観音寺市柞田町山王丙1076     |
| 28   | 宝珠山   | 真光院   | 箸蔵寺（こんぴら奥の院）         | 真言宗御室派   | 馬郎婦観音 | 徳島県三好市池田町州津蔵谷1006     |
| 29   | 八葉山   | 真言院   | 嶋田寺                           | 高野山真言宗   | 合掌観音   | 香川県丸亀市飯山町下法軍寺538      |
| 30   | 妙智山   | 正覚院   | 観音寺                           | 真言宗醍醐派   | 一如観音   | 香川県丸亀市本島町泊842            |
| 31   | 綾井山   |          | 清道寺                           | 高野山真言宗   | 不二観音   | 香川県坂出市本町3丁目2-1           |
| 32   | 牛頭山   | 薬師院   | 総蔵寺                           | 高野山真言宗   | 持蓮観音   | 香川県坂出市林田町1836-1           |
| 33   | 宝幢山   | 地蔵院   | 香西寺                           | 真言宗大覚寺派 | 灑水観音   | 香川県高松市香西西町211            |

- 大善寺
- 出石寺
- 儀光寺
- 今治高野山別院
- 箸蔵寺
- 香西寺